# Jean-Pierre Poisson
Vous pouvez aider à l'améliorer ou bien discuter des problèmes sur sa page de discussion.
- Il ne cite pas suffisamment ses sources. Vous pouvez indiquer les passages à sourcer avec {{référence nécessaire}} ou {{Référence souhaitée}}, et inclure les références utiles en les liant aux notes de bas de page. (Marqué depuis mars 2016)
- Sa forme n’est pas encyclopédique et ressemble trop à un curriculum vitæ. Modifiez le texte pour aider à le transformer en article neutre. (Marqué depuis mars 2016)

- Archive Wikiwix
- Bing
- Cairn
- DuckDuckGo
- E. Universalis
- Gallica
- Google
- G. Books
- G. News
- G. Scholar
- Persée
- Qwant
- (zh) Baidu
- (ru) Yandex
- (wd) trouver des œuvres sur Wikidata

Pour les articles homonymes, voir Jean-Pierre Poisson (homonymie) et Poisson (homonymie).
Jean-Pierre Poisson est un comédien, danseur et compositeur français.
Il est membre de l'Ouvroir de tragécomédie potentielle (Outrapo) et du Collège de 'Pataphysique.

## Comédien
- 2010 : Ubu roi d'Alfred Jarry, mise en scène Franck Berthier, Vingtième théâtre
- 2007 : Autour de ma pierre, il ne fera pas nuit de Fabrice Melquiot, mise en scène de Franck Berthier
- 2006 : Ivanov d'Anton Tchekhov, mise en scène de Franck Berthier
- Un songe d'August Strindberg, mise en scène de Franck Berthier
- L’Âme de l’A de Philippe Martone, mise en scène de Franck Berthier
- De l'aube à minuit, de Georg Kaiser, mise en scène de Sylvain Maurice
- SDF-SMB-SOS de Géraldine Bourgue
- La Carpe et le Lapin de Géraldine Bourgue
- Le Songe d'une nuit d'été de William Shakespeare, mise en scène de Franck Berthier
- Pour Lucrèce de Jean Giraudoux, mise en scène de Madeleine Gaudiche
- Marie Tudor de Victor Hugo, mise en scène de Madeleine Gaudiche
- Yuzuru de Junji Kinoshita, mise en scène de Junji Fuseya
- Le Bétrou de Julien Torma, mise en scène de Milie von Bariter

## Danseur
- Résilience, chorégraphie Claire Jenny
- Touche à tout, chorégraphie de Claire Jenny
- Le Savon de Marcel, chorégraphie de Myriam Hervé-Gil
- Baldwin Club, P’tite Compagnie
- Toujours va..., Compagnie Point Virgule
- Le Mal musette, chorégraphie Myriam Hervé-Gil
- Requiem, chorégraphie Anne Germain
- Trente atlantique, chorégraphie Myriam Hervé-Gil

## Chanteur
- J’ai la mémoire qui chante de Marc Wyseur
- Chansons aquatiques de Jean-Pierre Poisson
- La Java de l’absent de Muriel Roland
- Il faudrait s’entendre de Nicolas Frize
- Composition française de Nicolas Frize
- Manifeste musical de Nicolas Frize
- Spectacle amphibie de Jean-Pierre Poisson et Céline Caussimon